# Eubordeta hypocala
Eubordeta hypocala là một loài bướm đêm trong họ Geometridae.